# 青草沙
青草沙，是中国长江河口的一个冲积沙洲，位于长兴岛的西北方，属上海崇明区管辖。原名固定沙，1986年定为现名。
青草沙拥有大量优质淡水，2006年9月1日，在中国工程院的倡议下，上海市政府决定将青草沙建设成为上海的水源地，以改变目前上海80%以上自来水源取自黄浦江的格局，2011年青草沙水库正式竣工，该工程是上海「十一五」期间投资规模最大的民生工程。